# Gallegos del Pan
Gallegos del Pan è un comune spagnolo di 144 abitanti situato nella comunità autonoma di Castiglia e León.